# Blair Witch 2
Blair Witch 2 (originaltitel: Book of Shadows: Blair Witch 2) är en amerikansk skräckfilm från år 2000 i regi av Joe Berlinger. 

## Handling
Fem ungdomar som av olika anledningar är besatta av filmen The Blair Witch Project stämmer träff via Internet och bestämmer sig för att besöka skogen där personerna i filmen försvann. De övernattar i en gammal husruin där det enligt legenden ska ha dödats sju barn. 
När de vaknar nästa morgon har de minnesluckor och ingen av dem minns vad som egentligen hände kvällen innan. Snart börjar märkliga och obehagliga saker hända. Vem kan man lita på om man inte ens kan lita på sig själv?

## Om filmen
Filmen är en uppföljare till The Blair Witch Project, men är inte upplagd på samma sätt som sin föregångare. I den första filmen använde man sig av begreppet "funnen film" - alltså att man "hittat" det filmade materialet där filmen utspelar sig och sen gör det till en långfilm. Man antydde också att första filmen ska ha varit autentisk och att händelserna ska ha inträffat i verkligheten, vilket alltså inte är fallet. Blair Witch 2 är dock inte filmad med handkameror och under marknadsföringen antydde man alltså inte att det skulle ha hänt i verkligheten.
Tre gånger under filmens gång refereras det till andra skräckfilmer – först spelas ett band baklänges, vilket refererar till Exorcisten. I en annan scen förekommer skällande hundar och denna scen refererar till Omen. Och till sist refererar man till Evil Dead II - Dead by dawn då en av karaktärerna snurrar runt ett träd.

## Rollista i urval
- Kim Director - Kim Diamond
- Jeffrey Donovan - Jeffrey Patterson
- Erica Leerhsen - Erica Geerson
- Tristine Skyler - Tristen Ryler
- Stephen Barker Turner - Stephen Ryan Parker
- Lanny Flaherty - Sheriff Cravens